# Кингсли, Генри

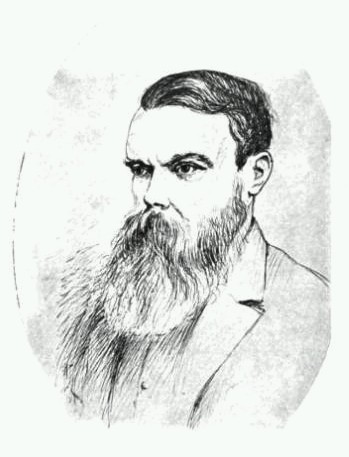
Кингсли, Генри

Генри Кингсли (англ. Henry Kingsley; 2 января 1830, Нортгемптоншир, — 24 мая 1876, Суссекс) — английский романист, младший брат Чарльза Кингсли, дядя Мэри Кингсли.
Учился в Оксфорде, благодаря брату был тесно знаком с рядом ведущих писателей Англии (Мэтью Арнолдом, Олдосом Хаксли, Льюисом Кэрроллом и др.), но благодаря брату же и оставался в тени. В 1853 году уехал в Австралию ради личной независимости. На австралийских впечатлениях основаны описывающие экзотическую для английского читателя жизнь новых поселений, дикую природу, лесные пожары и т. п. романы «Воспоминания Джеффри Хэмлина» (англ. «Recollections of Geoffrey Hamlyn», 1859) и «Ravenshoe» (1861), опубликованные Кингсли после его возвращения в Англию в 1858 году и привлекшие к нему внимание критики. В дальнейшем опубликовал ещё 11 романов, из которых наиболее удачным считается «Стреттон» (англ. «Stretton», 1869), построенный на контрасте мирных сцен провинциальной Англии и картин войны в Индии. Кингсли также занимался журналистикой, был военным корреспондентом во время Франко-прусской войны 1871 года.